# Lobener
Lobener is een bestuurslaag in het regentschap Indramayu van de provincie West-Java, Indonesië. Lobener telt 3756 inwoners (volkstelling 2010).